# Mizuma Railway
Mizuma Railway Co., Ltd. (水間鉄道株式会社, Mizuma Tetsudō Kabushiki-gaisha), également appelée Suitetsu (水鉄), est une compagnie de transport de passagers qui exploite une ligne ferroviaire ainsi qu'un réseau de bus dans la préfecture d'Osaka au Japon. Son siège social se trouve dans la ville de Kaizuka.

## Histoire
La compagnie a été fondée le 17 avril 1924.

## Ligne
La compagnie possède une ligne.
| Ligne        | Nom japonais | Terminus                | Longueur (km) | Gares |
| ------------ | ------------ | ----------------------- | ------------- | ----- |
| Ligne Mizuma | 水間線       | Kaizuka - Mizuma Kannon | 5,5           | 10    |

## Matériel roulant

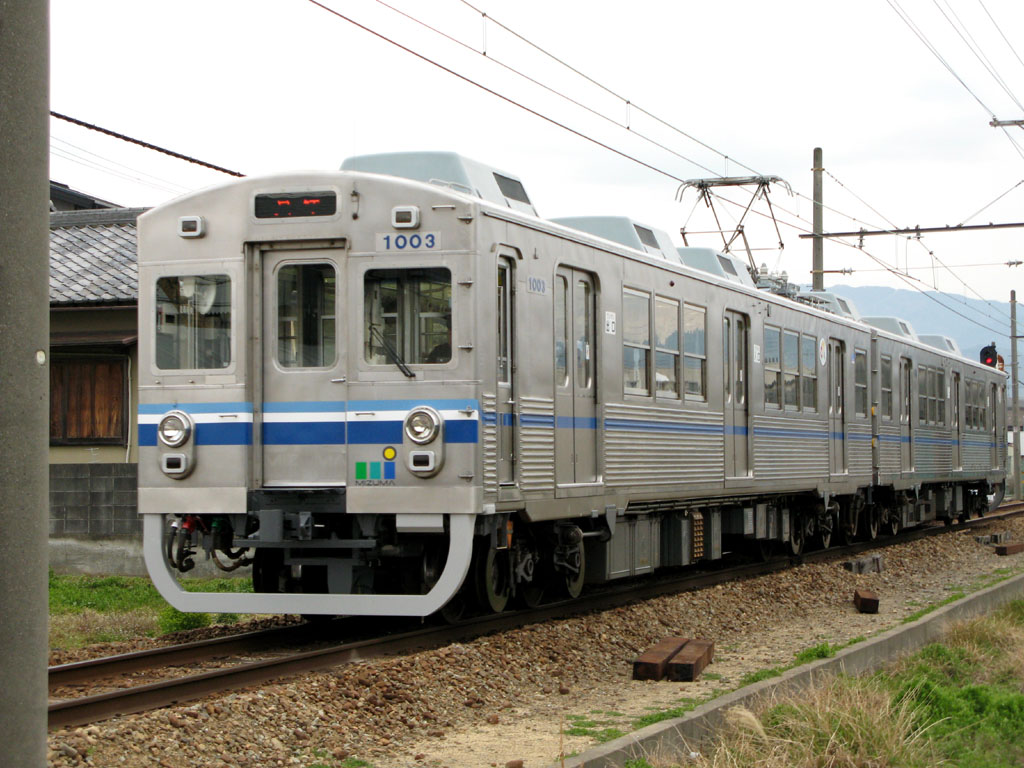
Suitetsu Série 1000

La compagnie exploite des rames série 1000, anciennement Tokyu série 7000.